# Nassarius brunneostomus
Nassarius brunneostomus is een slakkensoort uit de familie van de Nassariidae. De wetenschappelijke naam van de soort is voor het eerst geldig gepubliceerd in 1893 door Stearns.